# دژ آق‌قلا
دژآق قلا مربوط به دوره صفوی است و در آق قلا، حاشیه خیابانهای خرمشهر و بسیج واقع شده و این اثر در تاریخ ۱۸ اسفند ۱۳۸۷ با شمارهٔ ثبت ۲۵۳۶۹ به‌عنوان یکی از آثار ملی ایران به ثبت رسیده است.